# 吉田邦彦

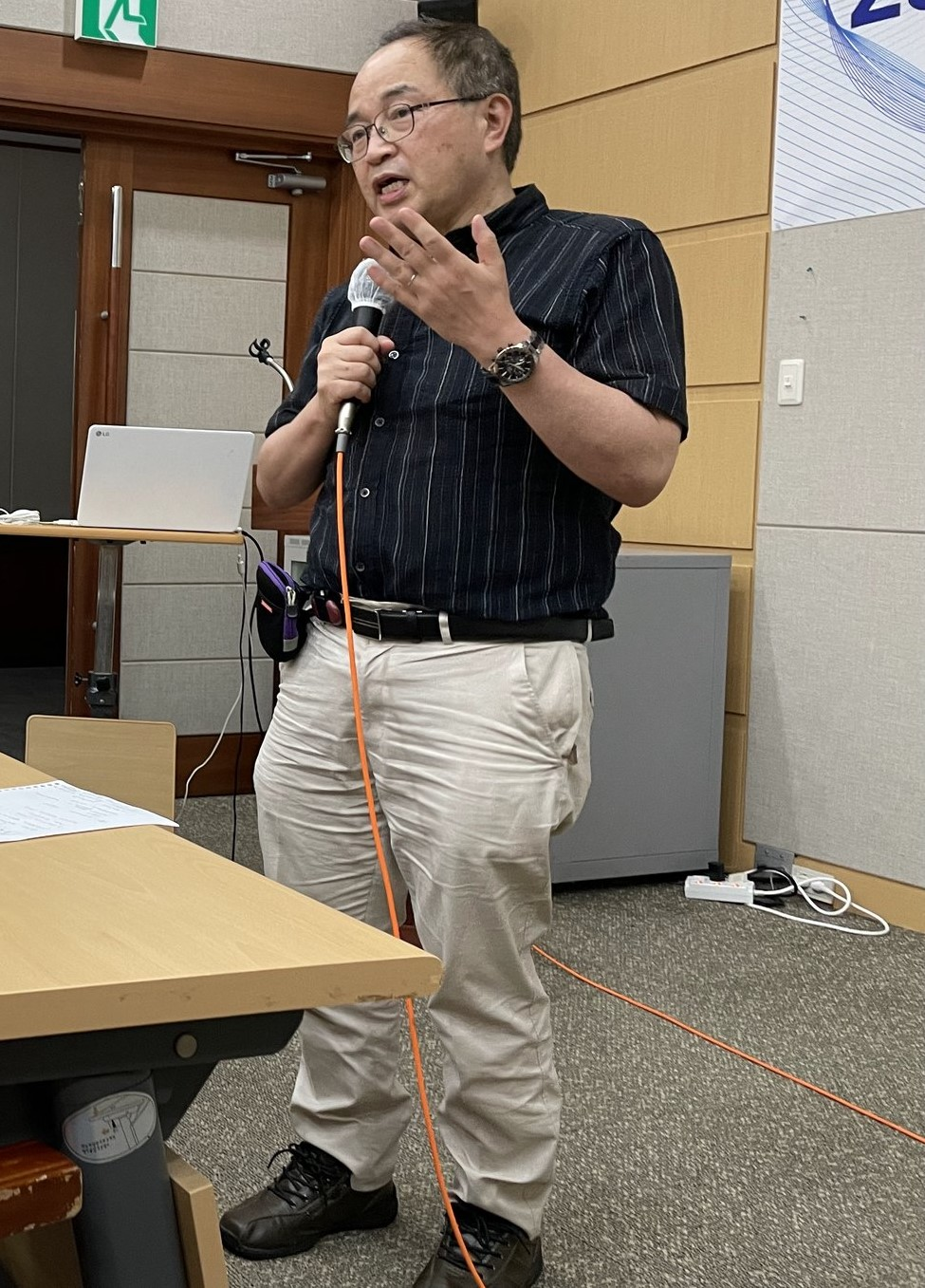
韓国・済州大学にて

吉田 邦彦（よしだ くにひこ、1958年7月25日 - ）は、日本の法学者。専門は民法。博士（法学）（東京大学）。中国・広東外語外貿大学法学院・雲山特別教授（雲山資深教授）。南京師範大学兼職（客座）教授。青島・国際仲裁委員。星野英一門下。

## 人物・恩師
民法学、もともとは債権総論ないし不法行為が専門だが、法理論研究に関心を持ち、とくに日米比較を通じて、批判法学の見地から、民法全般の諸種の領域の研究を行う。恩師は、星野英一でその利益考量論の影響力は大きいが、他方で、平井宜雄との学問的繋がりも強い。

## 学説
債権総論、特に（第三者の）債権侵害領域から研究を始め、《契約の対第三者保護》という観点が欠落していたことを初めて指摘し、二重譲渡、引き抜き、不正競争などその後の具体的類型研究の基礎を築き、取引的不法行為の分野のパイオニア研究を行った。また、債務不履行法における帰責事由の要件論の比較法研究も行い、近時のヨーロッパ契約責任の動きとも通ずる嚆矢的研究をしている。その後も、判例研究や講義録においては、家族法から不法行為法・契約法・所有法（物権法・担保物権法）にわたる法解釈（法教義学）研究を続けている。
さらに、前述のような狭義の民法学（法解釈論・法教義学）のみならず、「民法理論研究」と称して、アメリカでの在外研究を通じ、個別の法教義学を超える理論研究に関心を示すようになった。その第1は法解釈方法論であり、リアリズム法学、更にその継承としての批判法学（その他、フェミニズム法学や批判人種法学）に関心を示し、それはまた「法と経済学」研究を批判的に見ることでもあり、市場原理主義に対する批判的視座の強調である。星野・平井論争にも触発されて、法規範認識論の面での日米研究を行う。他方で平井以降の概念法学化（日本の民法学の法教義学への委縮現象）にも警戒感を示し、恩師である星野英一などの利益考量の方法論的基礎づけ、社会編成原理の見地からのその更新・発展的擁護に努めている。
第2に、債権侵害から関係（契約）理論の研究にシフトさせて、その創設者のマクニールの下で継続的契約研究を皮切りに在外研究を始めたが、その《関係理論的視座》は、その後の他分野の研究にも通底しているとする。
その後は契約法研究から所有法研究に対象を移すが、所有権理論としては、人格理論という形で関係的所有研究をするレイディン理論に着目し、人工生殖医療、環境（緑の所有権）、住宅、都市問題、地方自治、知的所有権等の具体的素材を視野に入れて、戦後日本の民法学（所有法学）で影響力が強い川島武宜の「所有権法の理論」の批判研究の視座を示すに至っている。
その具体的発展として、「居住福祉法学」の領域を開拓している。居住福祉は、もともと建築学の分野から派生し、早川和男等らが使う用語・問題意識であったが、これを川島理論批判ないし法学的問題と関連付けて、居住・住宅の分野では、日本は先進諸国では突出して市場主義的社会編成原理による法政策が濃厚であることを指摘し、それに対する批判的法理論として、公共的法介入を強めるべきだと主張し、具体的領域としては、ホームレス、災害復興（とくに震災復興）、中山間地域の居住福祉政策（平成の大合併の批判）、都市再生問題、低所得者の借家法学等を扱っている。
災害復興の領域では、東日本大震災の悲劇を経ても従来の居住法政策の構造的問題は解決されていないと述べ、また原発政策問題についても、福島の悲劇以前から民法学の領域で数十年の空白状態が続き、環境的不正義の構造的歪みを指摘していた。
第3に、不法行為の分野で空隙となっていた課題として、民族・人種間の紛争に関する補償問題も扱い、関係理論の応用の一環で、関係修復のプロセスの中に位置付ける。アメリカ等の人種法学や多文化主義の議論からも示唆を得つつ、法学領域に留まらないフィールドワークとしての郷土史や掘り起こし運動・地域研究という北海道に根差した種の「法と社会」研究からも触発され、さらには国際人道法という新たな領域の生成による国際法と民法との交錯現象という問題意識からも、強制労働や虐殺・爆撃問題、慰安婦問題、先住民族問題（とくにアイヌ民族問題）の民法学研究などを行っている。所有権論との関係では、ロック的な議論の脱構築的な側面も強い。それらの研究を通じて、東アジアの隣国との比較研究を行うことも特徴である。先住民族法研究の拠点であるコロラド大学ロースクールでの講義ないし多くの国際会議を経て、世界各地の先住民族問題との比較の上での、アイヌ民族の民法問題の国際人道法的研究も深めている。
医事法分野では、とくに日米比較を通じて、医療過誤を中心とする法教義学研究を医療保障財政という制度的問題と相関させて考察する視点を提供している。また、近時の民法（債権法）改正の動きについても、方法論的議論が不在であることを指摘し、（ウィーン条約的枠組みが前面に出る反面での）関係（契約）理論との不連続、従来の日本の法解釈方法論の議論の蓄積との不整合を指摘する。
他方で、環境法分野では、特に福島原発事故に関して、関連の弁護士との定期的研究会（「福島原発事故賠償問題研究会」（通称：原賠研））を通じて、いわゆる「自主避難者」（区域外避難者）問題や「営業損害」問題についての研究を発表した。
以上を踏まえた、《民法学と公共政策》に題する横断的な民法学講義を、この数年間、北大公共政策大学院で講じており、その成果も公表された。
還暦を経て、これまでの自身の研究を振り返り、それと近時の日本民法学の変貌との関係を位置づける報告・講演も行っている。
国際的な研究交流としては、数次のアメリカの長期留学を経て（略歴参照）、アメリカの法学者と太いパイプを有しているが、近年は補償、災害、居住福祉に関する現場訪問に根ざした東アジアにおける国際交流も研究に取り組んでいる（とくに、韓国・済州大学との共同で、北大のグローバル教育ともリンクさせて、毎年同大学でサマースクールやフィールドワークを行うのが、この数年の恒例行事となっている）。また隣国からの留学生教育にも積極的に関わり、かなりの法学研究者、実務家が育っている。

## 略歴
- 1977年03月 - 岐阜県立大垣北高等学校卒業
- 1977年04月 - 東京大学教養学部（文科一類）入学
- 1981年03月 - 東京大学法学部第1類（私法コース）卒業
- 1981年04月 - 東京大学法学部助手（民法）
- 1984年10月 - 法政大学法学部助教授
- 1987年04月 - 北海道大学法学部助教授
- 1989年08月 - ノースウェスタン大学ロースクールにて在外研究（1991年6月まで）
- 1994年07月 - スタンフォード大学ロースクールにて在外研究（1995年9月まで）
- 1996年02月 - 北海道大学法学部教授
- 1996年11月 - 博士（法学）（東京大学）（学位論文「債権侵害論再考」）
- 2000年04月 - 北海道大学大学院法学研究科教授
- 2002年08月 - ハーバード大学燕京研究所にて在外研究（2003年9月まで）
- 2012年09月 - マイアミ大学ロースクールにて在外研究（2013年9月まで）
- 2018年08月 - コロラド大学ロースクールにて在外研究（2019年9月まで）
- 2019年11月 - 南京師範大学・法学院ないし強化培養学院の兼職（客座）教授（終身）に任ぜられる。
- 2020年12月 - 青島市から国際仲裁委員に任ぜられる。
- 2024年 4月 - 中国・広東外語外貿大学法学院・雲山特別教授（雲山資深教授）に任ぜられる。
- その他、海外での教育・講義を行ったところとして、韓国では、ソウル大学、大法院、全州大学、江原大学、済州大学、東亜大学、高麗大学、中国では、南京大学、南京師範大学、華中科技大学、湖北中医葯大学、武漢大学、南開大学、華中師範大学、華僑大学、中南大学、汕頭大学、中国社会科学院、湖南工商大学、青島大学、山東大学、台湾では、政治大学、台湾大学、東華大学、カンボジアでは、パニャサストラ大学、タイではチュラロンコン大学、オーストラリアでは、オーストラリア国立大学、アメリカ合衆国では、ノースキャロライナ・ロースクール、チュレーン大学ロースクール、コロラド大学ロースクール、ニューヨーク市立大学（CUNY）ラルフバンチ研究所、アラスカ大学フェアバンクス校・アラスカ原住民研究・地域開発学部、キャリフォーニア大学サンタクルーズ校、イギリスでは、ケンブリッジ大学ラウターパクト国際法研究所、カナダでは、ブリティッシュコロンビア大学、フランスでは、ユネスコ本部、パリ・米国大学院大学、スウェーデンでは、ウメオ大学サーミ研究所、ブラジルでは、サンパウロ大学法学部、フィオクルーズ（オズワルド・クルーズ財団）、イスラエルでは、ハイファ大学法学部、コロンビアでは、コロンビア協同大学法学部、コロンビア・ルグラン大学建築・都市問題学部に及ぶ。

## 著書

### 単著
- 『債権侵害論再考』（有斐閣、1991年）
- 『民法解釈と揺れ動く所有論』（民法理論研究第1巻）（有斐閣、2000年）
- 『契約法・医事法の関係的展開』（民法理論研究第2巻）（有斐閣、2003年）
- 『多文化時代と所有・居住福祉・補償問題』（民法理論研究第3巻）（有斐閣、2006年）
- 『居住福祉法学の構想』（居住福祉ブックレット）（東信堂、2006年）
- 『家族法（親族法・相続法）講義録』（信山社、2007年）
- 『不法行為等講義録』（信山社、2008年）
- 『所有法（物権法）・担保物権法講義録』（信山社、2010年）
- 『都市居住・災害復興・戦争補償と批判的「法の支配」』（民法理論研究第4巻）（有斐閣、2011年）
- 『アイヌ民族の先住補償問題――民法学の見地から』（さっぽろ自由学校「遊」、2012年）
- 『債権総論講義録（契約法I）』（信山社、2012年）
- 『東アジア民法学と災害・居住・民族補償（前編）－－総論、アイヌ民族補償、臨床法学教育』（民法理論研究第５巻）（信山社、2015年）
- 『契約各論講義録（契約法II）』（信山社、2016年）
- 『東アジア民法学と災害・居住・民族補償（中編）――補償法学現場発信集、債権法改正、恩師の遺訓』（民法理論研究第6巻）（信山社、2017年）
- 『民法学と公共政策講義録――批判的・横断的民法のすすめ（具体的法政策学）』（信山社、2018年）
- 『東アジア民法学と災害・居住・民族補償（後編）――災害・環境・居住福祉破壊現場発信集』（民法理論研究第7巻）（信山社、2019年）
- 『先住民族・移民の民法学－－ポスト・ウェストファーリア時代の行方』（民法理論研究８巻）（信山社、2024年）

### 共著
- 野口定久・外山義・武川正吾編『居住福祉学』（有斐閣、2011年）
- NAM-KOOK KIM ED., MULTICULTURAL CHALLENGES AND SUSTAINABLE DEMOCRACY IN EUROPE AND EAST ASIA (Palgrave Macmillan, 2014)
- CHANG HOON KO, ERIC YAMAMOTO, KUNIHIKO YOSHIDA ET AL., JEJU 4.3 GRAND TRAGEDY DURING 'PEACETIME' KOREA: THE ASIA PACIFIC CONTEXT (1948-2016) (World Association for Island Studies, 2016)

### 編著
- 吉田邦彦編（平井宜雄＝淡路剛久＝太田知行＝鈴木禄弥＝奥田昌道＝高翔龍著）『民法学の羅針盤――激動の時代への先進の教訓』（信山社、2011年）

### 共編著
- （早川和男・岡本祥浩）『居住福祉学の構築』（居住福祉研究叢書第1巻）（信山社、2006年）
- （早川和男・岡本祥浩）『ホームレス・強制立ち退きと居住福祉』（居住福祉研究叢書第2巻）（信山社、2007年）
- （早川和男・野口定久）『中山間地の居住福祉』（居住福祉研究叢書第3巻）（信山社、2008年）
- （早川和男・井上英夫）『災害復興と居住福祉』（居住福祉研究叢書第5巻）（信山社、2012年）

### 訳書
- マーク・ホール他『アメリカ医事法』（木鐸社、2005年）
- グイド・キャラブレイジ『法と経済学の未来』（弘文堂、2021年）